# Венетия (историческая область)
Венетия (лат. Venetia) — историческая область в Северной Италии, располагалась вдоль северо-западного побережья Адриатического/Верхнего моря. Название известно с периода начала контактов римлян с местными жителями — венетами в кон. 1-го тыс. до н. э., хотя сами венеты, заселившие эти территории в конце 2-го тыс. до н. э., были известны античному миру и гораздо ранее.

## История

### Римская колонизация
В период Римской республики, со II века до н. э., начинается и активно протекает процесс колонизации римлянами территорий северо-восточной Италии. Причины побудившие римлян укрепляться в Венетии были связаны со стратегическими интересами их растущего государства, и в 183 году до н. э. земли венетов вошли в провинцию Цизальпинская Галлия. В этот период в Венетию попытались заселиться заальпийские галлы, что послужило для римлян толчком к более активному освоению области. Фрагментарно эти события отражены в труде римского историка Тита Ливия, который сообщает, что римский сенат встревожило намерение галлов, относительно мирно переселившихся в 186 году до н. э. на территорию венетов, построить здесь город. Поэтому путём дипломатического давления галлы были выдворены, а в ходе подготовки войны с соседями венетов — истрами, в местность, где пытались обосноваться эти галльские переселенцы, была выведена римская колония. Она была основана в 181 году до н. э. и получила название Аквилея.
В дальнейшем колонизация римлянами Венетии повлекла за собой романизацию этого региона.

## Население и города
Венетские поселения или города приведены в таблице согласно советскому археологу А. Л. Монгайту.
| Венетские поселения/города  | Венетские поселения/города | Римские города                      | Римские города |
| совр. локализация:          | основание:                 | колонии, муниципии:                 | основание:     |
| --------------------------- | -------------------------- | ----------------------------------- | -------------- |
| г. Эсте, пров. Падуя        | ок. IX в. до н. э.         | Атес/Атесте (лат. Athesis, Atestis) |                |
| г. Падуя, пров. Падуя       | ок. IX в. до н. э.         | Патавий (лат. Patavium)             |                |
| г. Виченца, пров. Виченца   | ок. IX в. до н. э.         | Виценция (лат. Vicetia)             |                |
| комм. Оппеано, пров. Верона | ок. IX в. до н. э.         | ?                                   |                |